# Молчанов, Александр Данилович
Молчанов Александр Данилович (25 декабря 1925, Арпачин, Ростовская область — 5 октября 2010, Романовская, Ростовская область) — участник Великой Отечественной войны, полный кавалер Ордена Славы.

## Биография
Родился в семье крестьянина. Русский. Окончил 7 классов. Работал в колхозе.
В Красной Армии с 1943 года.

## Участие вВОВ
На фронте в ВОВ с марта 1943.
Наводчик орудия 232-го отдельного истребительно-противотанкового артиллерийского дивизиона (302-я стрелковая дивизия, 60-я армия, 1-й Украинский фронт) рядовой Молчанов в боях на подступах к городу Тернополь (Украина) 31 марта-10 апреля 1944 года, поддерживая огнём нашу пехоту, подавил 3 пулеметные точки, орудие, истребил до 20 гитлеровцев.
В бою 16 января 1945 года близ населенного пункта Прошовитце (Польша) командир орудийного расчета того же дивизиона сержант Молчанов с бойцами выкатил орудие на прямую наводку и поразил свыше отделения пехоты противника и несколько повозок с боеприпасами и снаряжением, чем обеспечил успешное продвижение наших подразделений.
15-18 апреля 1945 года Молчанов в том же боевом составе (4-й Украинский фронт) с бойцами расчета в районе населенного пункта Олдржихов (Чехословакия), находясь в боевых порядках пехоты, из орудия разбил несколько пулеметных точек, 3 автомашины с боеприпасами и вывел из строя свыше отделения вражеской пехоты. Своими решительными действиями дал возможность стрелковым подразделениям закрепиться на важном рубеже.

## Послевоенное время
В 1950 году демобилизован.
Проживал в станице Романовская Волгодонского района Ростовской области.
Трудился в Волгодонском овоще-молочном совхозе.
Скончался в 2010 году.

## Награды
- Орден Красной Звезды 3-х степеней
- Орден Славы 3-й степени. Приказ от 24 апреля 1944 года
- Орден Славы 2-й степени. Приказ от 17 февраля 1945 года
- Орден Славы 1-й степени. Указ Президиума Верховного Совета СССР от 15 мая 1946 года
- Орден Отечественной войны 1 и 2 степени
- медали